# Старая Меловая
Старая Меловая (до 2014 года — Старомеловая) — село в Петропавловском районе Воронежской области, основанное в 1716 году.
Административный центр Старомеловатского сельского поселения.

## География

### Улицы
| - ул. 50 лет Октября, - ул. 60 лет Октября, - ул. Дружба, - ул. Луговая, - ул. Мира, - ул. Набережная, - ул. Низовая, - ул. Первомайская, - ул. Подгорная, - ул. Пушкинская, | - ул. Садовая, - ул. Советская, - ул. Степная, - ул. Трудовая, - ул. им. Будённого, - ул. им. Кирова, - ул. им. Ленина, - ул. им. Урицкого, - ул. им. Чапаева. |

## История

### Заселение нашего края основание Старой Меловой
Территория родного края долгое время оставалась неосвоенной, необжитой. Согласно архивным документам, первыми постоянными и организованными  поселенцами в наших местах стали служилые люди, направленные сюда  правительством для исполнения  военной службы. Служилые люди и стали первыми основателями юга современной Воронежской области. Относится это событие к началу XVIII века, когда Воронежская губернская канцелярия дала особое  поручение адмиралу Апраксину Ф. М. организовать и расселить на реках Богучарка и Толучеевка 2 сотни черкас из Землянска, Ендовища, куда те были направлены раньше. В связи с этим первые поселенцы – выходцы с Украины - появились непосредственно и на наших землях, и теперь уже на постоянное место службы. Так, в 1716 году на правом берегу Толучеевки и в устье  реки Меловая были поселены украинские казаки. По имеющимся в этих местах меловым холмам, небольшой речушке Меловая, основанный ими военный поселок получил своё первое название -  Мелова. Поселенцы, как сотня, территориально и административно вошли в Острогожский казачий полк, одним из майоров которого стал Яков Урсул, чьи сыновья, уже в XIX веке, после выхода в отставку поселятся в нашем селе и окажут на его развитие большое влияние. В связи с тем, что заселение проводилось группами казаков численностью в 100 человек, то поселение условно было разбито на  «сотни»: 1-я сотня – территория бывшего колхоза  «1 Мая», 2-я – «Дружба», 3-я – с. Пески. Крепость Мелова управлялась сотником. Так на месте современной Старой Меловой возникла – крепость Мелова, остававшаяся ею до 1765 года. Здесь сложились первые микрорайоны Меловой, названия которых сохранились и в наши дни – Слобода, Галапивка, Куток, Казакивка, Клэшня, Рэвивка… От первых поселенцев остались в современном селе фамилии Новоковских, Новохатских Кривошлыковых, Кривоносовых, Малеваных, Разумных, Комаристых, Нагорных, Слепых… В те годы образовались улицы Калюжнивка, Щербакивка, Гайдивка, Смыкивка, Бубыривка… Из тех давних лет пришли названия наших окрестностей – Оболонь,Мижэркы, Лукы, Плоское. Бакур, Козынка, Турецкое, Солопово, Рогов стали первыми жилыми кварталами, расположившимися у стен крепости и переросшими затем в первые хутора. Из XVIII века наш украинский говор, обилиеукраинских слов в лексиконе, местный речевой диалект, тесная связь с украинской культурой, бытом. Через некоторое время следом за первыми поселенцами сюда потянулись их родственники. Двигались они большими обозами,везли походные разборные храмы, домашний скарб, хлеб, фураж, гнали стада скота и косяки лошадей… Они селились хуторами в окрестностях крепости, находясь тем самым под её  защитой. Первыми жителями в них стали выходцы из Меловой. Так  нашими предками в 18-19 в.в. было положено начало формированию многих населенных пунктов современных Петропавловского и Калачеевского районов: Пески, Старая Криуша, Красноселовка, Новотроицкое, Переволочное, Лесково, хутора Бакур, Козинка, Солопово, Турецкое, Райский, Четвериково, Журавлево, Грушово, Долгое, Галапово, Артюхов, Мандровка, Гусынка, Мироновка, Индычье, Рогов. Это подтверждает вывод о том, что  Старая Меловая – самое древнее село района.
1765 год стал новой страницей в истории нашего казачества - сторожевой городок Мелова получил гражданский статус. Казаки переводились а положение казенных войсковых обывателей со службой в гусарском полку. Наши предки – казаки-меловяне – лишились вольностей, получили гражданское устройство и переименовались  в государственных, но не крепостных крестьян. Скорее всего, в это время и появилось другое название Меловой – слобода, от украинского «свобода». Это указывает, что здесь проживало не крепостное население. Наши земли в составе Острогожский гусарского полка вошли в созданную Слободско-Украинская губернию. Позднее Острогожская провинция была передана Воронежской губернии. Территории полковых сотен объединили в комиссарства.Так образовалось  Меловатское комиссарство Острогожской провинции Слободско-Украинской губернии с административно-военным центром в Меловой   
В Меловатское комиссарство вошли атаманства, ставшие позднее крупными населенными пунктами, Богучар и  Калач, а так же войсковые слободы Красноселовка, Петропавловка, Прогорелое, Бычок, Толучеево, Подколодновка, Журавка, Ширяево, Криуша, Подгорное, Манино, Березовка, Воробьевка, Новая Меловатка. В 1773 г. Богучарский уезд разбивается на два комиссарства: Меловатское  и Калитвянское. Территория Меловатского комиссарства охватила весь юго-восток Воронежской губернии. (современные Воробьёвский, Калачеевский, Петропавловский и часть Богучарского районов). В «ревизской сказке» 1779-1782 годов населенный пункт назван уже слободой  Старая Меловая в связи с появившейся несколько позже слободой Новая Меловатка. В 1779 году Меловая, став слободой, перешла в ведение Богучарского округа Воронежского наместничества. Это было время, когда слобода после перевода на гражданское устройство стала терять своё военно-административное значение, и поэтому комиссарство было упразднено. Все населенные пункты Меловатского комиссарства вошли в Богучарскую округу (уезд).
С 1797 года Меловая вновь отошла к Слободско-Украинской губернии. В этом же году для селений государственных крестьян вводится новая административная единица – волость, которая входит в состав уезда. С 1799 года Старая Меловая – волость Богучарского уезда.
Особый колорит в жизнь слободы вносили её православные храмы. Документы свидетельствуют о существовании в нашем поселении церкви уже в начале 30-х годов XVIII века. В 1783 году в слободе возведена - Богородицкий, в 1799 году – Архангельский, в 1859 году -  Воскресенский храмы. Они до сих пор являются нашими самыми древними  архитектурными постройками.

### Хозяйственная жизнь слободы в  XVII веке
С утратой Меловой военного значения её жители  могли теперь полностью занять себя жизнью сельского труженика. Первое место в хлебопашестве занимали яровая и озимая пшеница, а так же ячмень, овес, просо, горох, гречка, конопля и лен. Чечевицу здесь пока не сеяли. Конопля и лен предназначались для получения из них волокон грубого полотна. Земля обрабатывалась плугом, реже сохой. Почва по причине своего плодородия обычно ничем не унавоживалась,Распространенной была трехпольная система обработки земли. С половины июля по сентябрь длилась жатва. Собранный хлеб свозили в гумна и приступали к пахоте яровых полей  Собранное зерно, полученную из него муку везли в ближайшие города на продажу. Ржаная мука применялась селянами и в винокурении. После окончания уборки зерновых, окончания работ на своем огороде надо было еще подготовить к зиме для своей скотины загороды, сараи, заготовить для топки и продажи дрова, чтобы в Рождественский мясоед проводить в тепле сговоры и свадьбы. В свободное от земледелия время посвящали себя  огораживанию дворов, всякому ремонту, стройке.
В зимние месяцы слобожане приступали к подготовке сева. Они приводили в порядок серпы и косы, лопаты и вилы, ремонтировали конские и воловьи возы, проверяли семена, на зимних санях нанимались на извоз разного груза. И так - год за - годом  в круговороте различных работ проходилажизнь крестьянина.
С 1763 года, когда нашим поселянамбыло запрещено свободно переходить с места на место, и они обязывались оставаться на этой территории, земледелие получило благоприятные условия для развития на наших землях. Теперь они получили заботливого и старательного хозяина. В пользовании поселенцев находились и огороды, располагавшиеся не только у двора, но и в степи – в поле. На них они выращивали разные овощи, однако собой популярностью пользовалась свекла. Картофеля у наших селян еще не было. О нем они знали только от приезжих торговцев, которые называли его земляным яблоком. Пройдет еще десяток лет и в Меловой впервые с ним познакомятся - в 1773 году.  Тогда картофель после посадки, оказался не убранным – он попросту остался в земле не выкопанным,а земляки его дожидались увидеть над землей, на стеблях растения, как на ветке дерева настоящие яблоки. Большие урожаи на огородах давали бахчевые культуры – арбузы и дыни. Овощи не отличались своим многообразием, но их заготавливали впрок, в виде солений.
В нашей местности были благоприятные природные условия и для занятия скотоводством. У рек простирались обильные луга, степные травы часто страдали от жары, засухи, ветра. Скотом, птицей были заняты и выгоны. У нас разводили всякую живность. В большинстве же – овцы, лошади, рогатый скот. На пастбище он находился с весны, как только сходил снег (но не позже середины апреля) и до выпадения первого снега осенью. Это обычно происходило в октябре.
Сенокос начинался в июне. Каждый хозяин заготавливал столько сена, сколько считал необходимым. Излишки оставляли себе на другую зиму,  сохраняя их в скирдах. Для корма домашнему скоту жители заготавливали еще и овощи, в употребление шла так же барда.
Скотоводство облегчало жизнь крестьянина. Быки использовались при пахоте, после земледельческих работ на них перевозили грузы в разные места, вплоть до самой Волги. Коровы снабжали селян молоком, творогом, маслом. С овец шерсть снимали как на свои нужды, так и на продажу приезжавшим торговцам или на фабрики в города. Таким образом, скотоводство и торговля скотом давали слобожанам определенную прибыль.  И наоборот, много проблем в семье возникало в случае падежа скота. Овец спасали  хреном с солью,  для этого же  еще летом овчары собирали специальные травы. Лошадей лечили кореньями, хотя и не всегда это заканчивалось успешно. Коров тогда тоже не научились лечить правильно, и  падеж этой скотины означал настоящую беду для сельского жителя.
Растениеводство и скотоводство создавали условия для занятия ткачеством. Однако оно было еще слабо развито. Сырье покупали  у приезжавших купцов. Хозяйки больше занимались прядением своих и покупных льнов, самопрялок здесь еще не знали.  Хотя местность была богата глиной, камнем на известь, жители еще не умели изготавливать кирпич. Промыслы в то время больше представляли масляные заводы, мельницы. За помол расплачивались не деньгами, а 10-й частью помола.
Земледелие, скотоводство были главными, но не единственными занятиями наших предков.  В то время Меловая стала известна еще и как большая торговая  слобода.  С конца XVIII века стала складываться  история слободы как центра ярмарочной торговли. Особо удавалась у нас торговля скотом. Старая Меловая относилась к числу поселений, которые считались местом откормочного промысла губернии. Из 17 ярмарок всего уезда в 1785 году 2 проводились в нашей слободе: 1 сентября и 8 ноября. К этому сроку скот для продажи — табуны лошадей, стада коров и волов, отары овец  - сгонялся со всей округи. Повозки воронежских, павловских купцов загружены были сукном, холстом, платками, шелками, изделиями из железа и дерева, другой мелочью. Большими партиями были представлены шерсть, овчина, простое сукно…  Вольнопромышленники соседних мест предлагали для хозяйственных работ колеса, деготь, веревки, табак, косы… Обувь и одежда – сермяжные (грубое, ненокрашенное сукно) кафтаны, шубы, шапки, белье – тоже можно было приобрести на наших ярмарках. В плетеных корзинах, кадках привозили рыбу: леща, стерлядь, щуку, сома и даже раков.
Да и сама Толучеевка ею была богата, а потому рыболовство являлось дополнительным занятием наших предков, благо Меловая располагалась у подошвы правого берега Толучеевки, который отличался возвышенностью, крутостью мелового грунта, в то время как левый – отлогим песком. Побережье реки покрывалось густыми зарослями камыша, кустарников, местами деревьями и  даже лесным массивом.  Слева располагались широкие луга, справа  - меловые горы -  холмы, тянувшиеся густой цепью до самого Дона. Долина Толучеевки была довольно обширной и сухой, ширина её равнялась в разных местах 5-30 саженям, глубина 1/2-3 аршинам, в разлив – до двух саженей. Песчаное дно Толучеевки периодически сменялось глинистым. Полноводное  течение реки было преимущественно спокойным, медленным. Замерзала она в сильные декабрьские морозы, ото льда освобождалась в марте – начале апреля. Разлив обычно длился две недели, вода при этом могла выходить от берега на расстояние 350 и более сажень, поднимаясь до 7 футов. Глубина реки составляла 1-2 сажени. К тому же река тогда протекала не там где сейчас, а гораздо ближе к нынешнему месту расположения Братской могилы. С годами она  изменила своё русло. Другой рекой, протекающей через слободу, была Меловатка. Однако она играла меньшую роль в её жизни. Весной обе реки, разливаясь, доставляли много хлопот слобожанам. Сообщение между Старой Меловой и Песками в этот период осуществлялось на лодках, човнах. Вышедшая из берегов Меловатка отрезала от центра сотни, селения образовавшиеся к этому времени хутора. Все  это нарушало нормальную жизнь слободы и её окраин.  
Трудовая деятельность слобожан, которых в 1799 году насчитывалось 1425 мужского и 1320 женского пола, отличалась сельским многообразием. Хорошие природные условия, отсутствие  крепостного гнета, господство сельской общины и большое трудолюбие крестьян сыграли главную роль в быстром экономическом развитии Старой Меловой, росте её населения в следующем, XIX веке.

### История храмов Старой Меловой

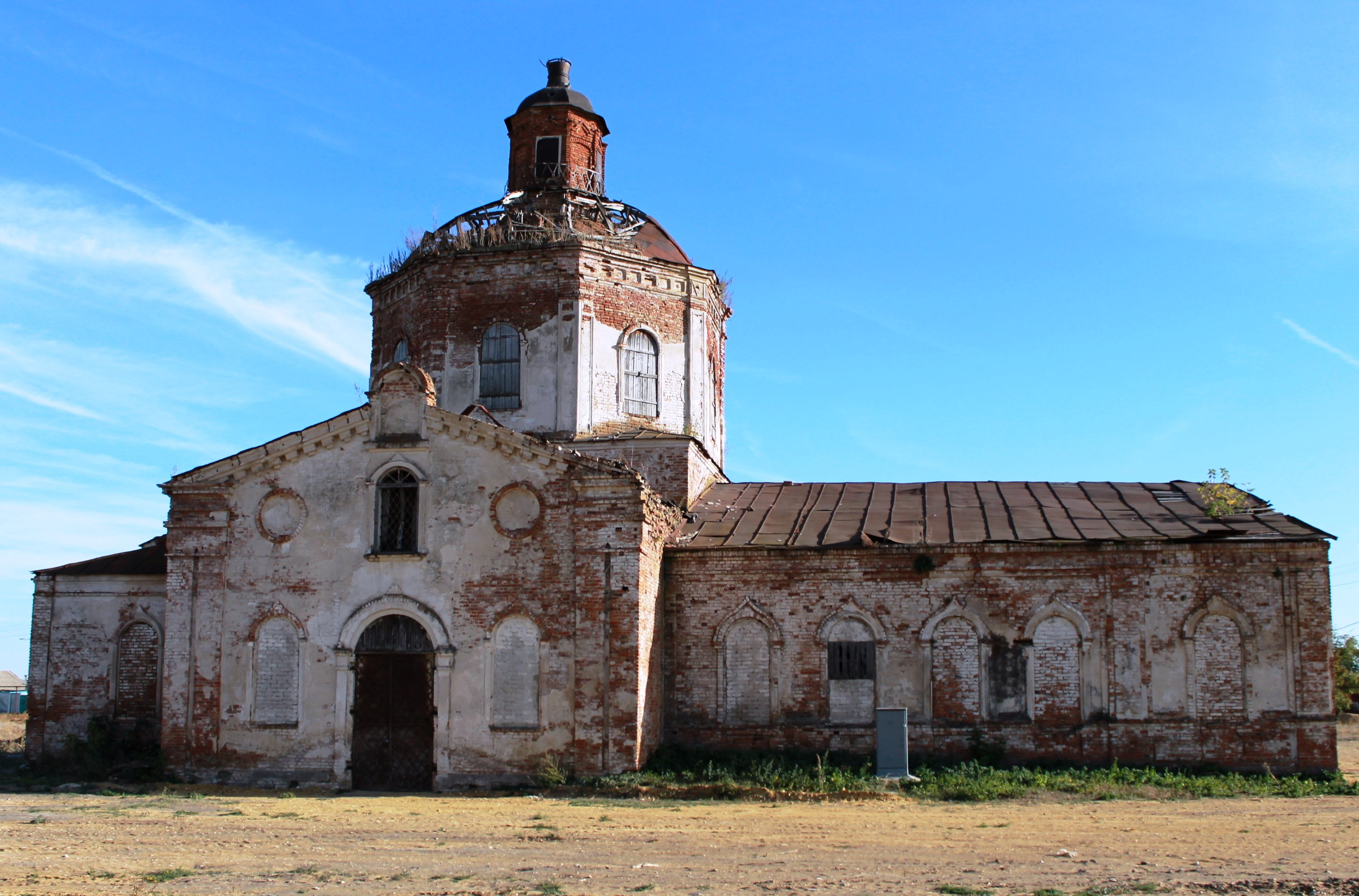
Богородицкий храм (2015г.)

По копиям документов за 1732 год известно, что в крепости Мелова(я)  (впоследствии Старой Меловой) зафиксирован первый церковный двор, что свидетельствует о существовании у нас храма уже в начале 30-х годов XVIII века. Затем в населенном пункте начинают возводиться церкви из кирпича. Сооружение храмов осуществлялось по образцу византийского крестово-купольного храма.
Священники, служившие в храмах: Димитрий Шехавцов и др.

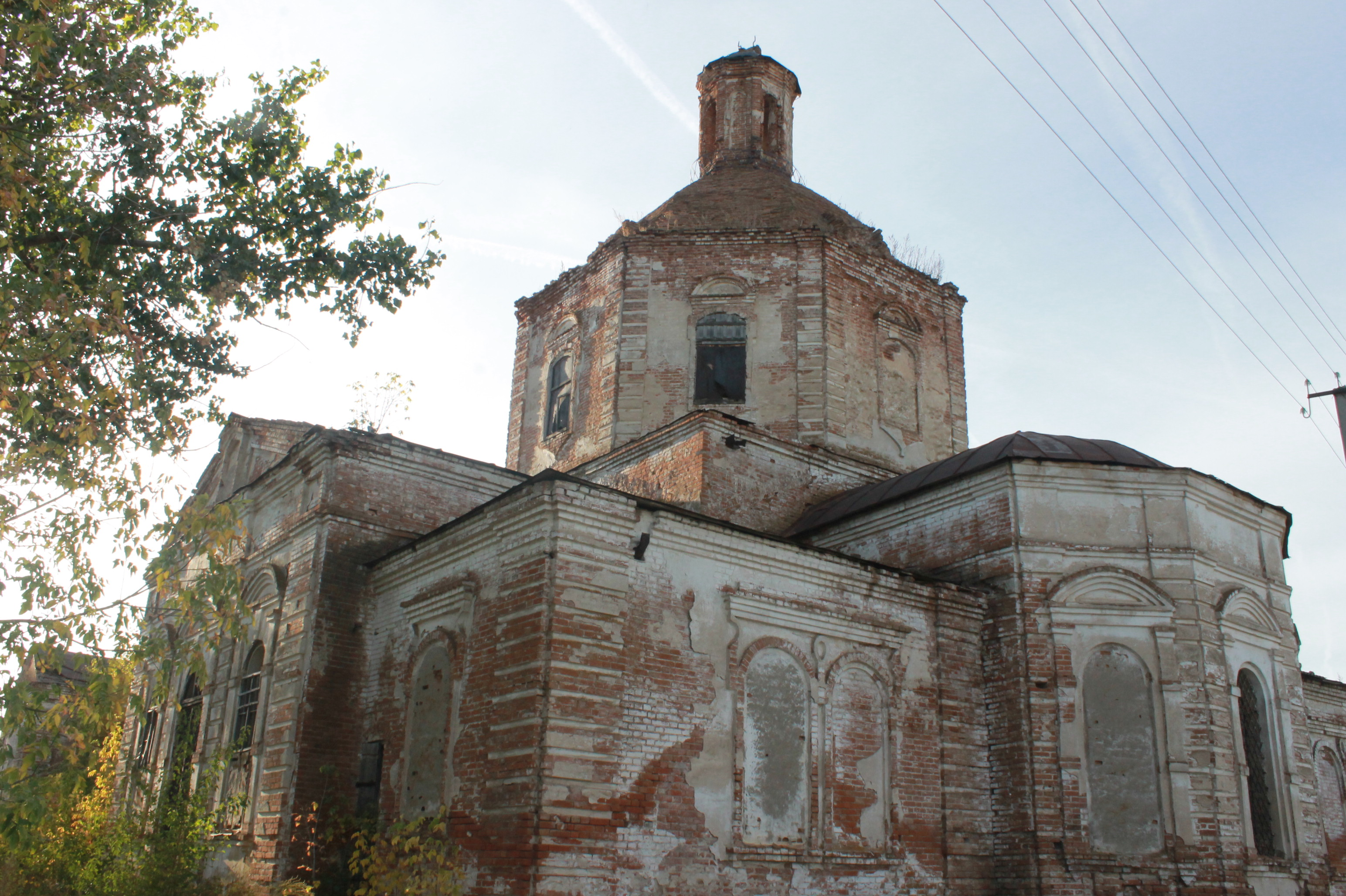
Архангельский храм (2015 год)

Прибытие служилых людей в наши места — украинских казаков — осуществлялось партиями по 100 человек, и места расселения этих групп в поселении стали называться сотнями: 1-я — территория бывшего колхоза «Первое Мая», 2-я — территория бывшего колхоза «Дружба», 3-я — село Пески. Соответственно такому делению в каждой сотне была возведена своя церковь.        
Современная территория 3-х сотен и составила в будущем одну слободу - Старая Меловая, куда до XX века входило и нынешнее село Пески. Так и оказалось, что в одном населенном пункте были возведены три православных церкви: Богородицкая (колхоз «Дружба») построена в 1783 году, Архангельская (колхоз «Первое Мая) — в 1799 году,  Воскресенская (современное село Пески) — в 1859 году. До  конца XIX века  все три храма назывались Старомеловатскими. К началу XX века Старомеловатскими названы уже две церкви. Воскресенская теперь считается Песковской, так как сами Пески стали к этому временем самостоятельной территориальной единицей — хутором.
Служили наши храмы до 30-х годов XX века.  К сожалению, ни одна из трёх церквей после их закрытия Советской властью до сих пор не реставрирована. В них сейчас располагаются складские помещения. Заброшенные, неухоженные, они служат нам прямым укором и ничего, кроме осуждения нашего равнодушия и бездействия не вызывают, а ведь храмы эти еще являются самыми древними постройками села, памятниками архитектуры XVIII-XIX веков. Сейчас, когда в обществе изменилось отношение к религии, церкви, так хочется верить, что процесс духовного возрождения не минет и наши места, что над родной землей будет вновь слышен Благовест, извещающий о начале нового дня, новой жизни наших старинных церквей, служению делу которых посвятили себя выпускники школы Аблаев Александр, Ткачев Роман, закончившие Воронежскую духовную семинарию, а иконы, написанные учителем Шевцовым Евгением Моисеевичем,  займут своё привычное  место в отреставрированных храмах.

## Население
| 1859 | 1897  | 2010  |
| ---- | ----- | ----- |
| 6621 | ↘6519 | ↘2109 |